# Ländereien
Von Ländereien spricht man bei einem ausgedehnten Grundeigentum einer Person oder einer Organisation. Bei noch größeren Flächen, wie sie beispielsweise von Staaten für sich beansprucht werden, spricht man eher von Territorium. Von Ländereien spricht man insbesondere immer dann, wenn die betreffenden Flächen land- oder forstwirtschaftlich genutzt werden. Je nach Bodenbeschaffenheit dienen sie als Ackerland, Forst, Brachland oder Weideland. Sie wurden ursprünglich überall in der Flächeneinheit Morgen gemessen, mittlerweile in Europa in Hektar bzw. Quadratmetern, die Dritte Welt führt häufig die alte Bezeichnung weiter.
Der Begriff „Ländereien“ ist im Übrigen ein Pluraletantum und somit ein Substantiv, von dem es keinen Singular gibt.